# Río Varau
El río Varau es un curso fluvial de Cantabria (España) perteneciente a la cuenca hidrográfica del Pas. Tiene una longitud de 4,254 kilómetros, con una pendiente media de 6,6º.